# PGC 66376
LEDA/PGC 66376 ist eine Balken-Spiralgalaxie vom Hubble-Typ SBd im Sternbild Pfau am Südsternhimmel, die schätzungsweise 146 Millionen Lichtjahre von der Milchstraße entfernt ist. 
Gemeinsam mit NGC 7020, IC 5084, IC 5092, IC 5096 und PGC 66319 bildet sie die IC 5096-Gruppe oder LGG 443.